# 马家浜文化

马家浜文化的范围

马家浜文化（公元前5000年–前3350年）為中國的一种新石器文化类型，分布地點在長江下游的太湖地區，其中心在浙江省嘉兴市马家浜。位于嘉兴市区西南七．五公里。
1959年初春，嘉兴南湖乡天带桥马家浜地方在沤肥挖坑中发现大量兽骨和古代遗物, 马家浜遗址被发现. 1977年按考古惯例以其发现地命名，正式定名为马家浜文化。马家浜文化同良渚文化、马桥文化一样，其考古地点分布于太湖周围地区。
陶器以手制的夹砂陶和泥制红陶为主，也有少量的黑陶，晚期出现轮制。
马家浜文化的年代约为距今7000年至6000年前左右，屬於新石器時代。马家浜文化遗址的发现，证明了长江流域和黄河流域同是中华民族文化起源的摇篮。
根據在中國浙江省舟山群島的考古發現，馬家濱文化與河姆渡文化存在時間相同。下启泽文化。张光直先生主张将马家浜文化区分为马家浜类型和崧泽类型。